# Río Cutipay
El Cutipay es un curso natural de agua que nace en la Laguna del Cutipay unos kilómetros al norte de Valdivia, en un pequeño llano de la cordillera de la costa y fluye en la Región de Los Ríos, Chile. 

## Trayecto
El río es un afluente de la ribera norte del río Valdivia. Se conecta con este en su estuario, en las cercanías de la desembocadura, donde está ubicado el puente Cutipay, que forma parte del camino que conecta a Valdivia con Niebla y la costa.

## Caudal y régimen
El río Cutipay tiene un flujo de aguas en dos sentidos dependiendo de la marea. 

## Historia
Cutipay.-—Afluente del río Valdivia en su término inferior. Nace en los montes próximos al E. del morro de Bonifacio y corre directamente con pequeñas vueltas al S. hasta morir en la margen norte de ese río á unos seis kilómetros antes de su desembocadura en la bahia de Valdivia. Su curso no pasa de 15 kilómetros, y es de cauce hondo y de marea en su tercio inferior; sus márgenes son fangosas en su mayor parte y en toda su extensión cubiertas de hermoso bosque. Su nombre es contracción de Necultipay, como originalmente se llamaba, formado de necul, aprisa, y de thipan, salir, lo que el P. Rosales traduce sale corriendo.

## Población, economía y ecología
Solo la orilla sur-occidental está poblada. Ahí se encuentra un pequeño astillero artesanal, de embarcaciones de madera. El lado oriental está cubierto por bosques vírgenes de selva valdiviana. Los sectores alrededor de la laguna están plantados con especies foráneas, como el eucalipto y el pino.